# David Macaire

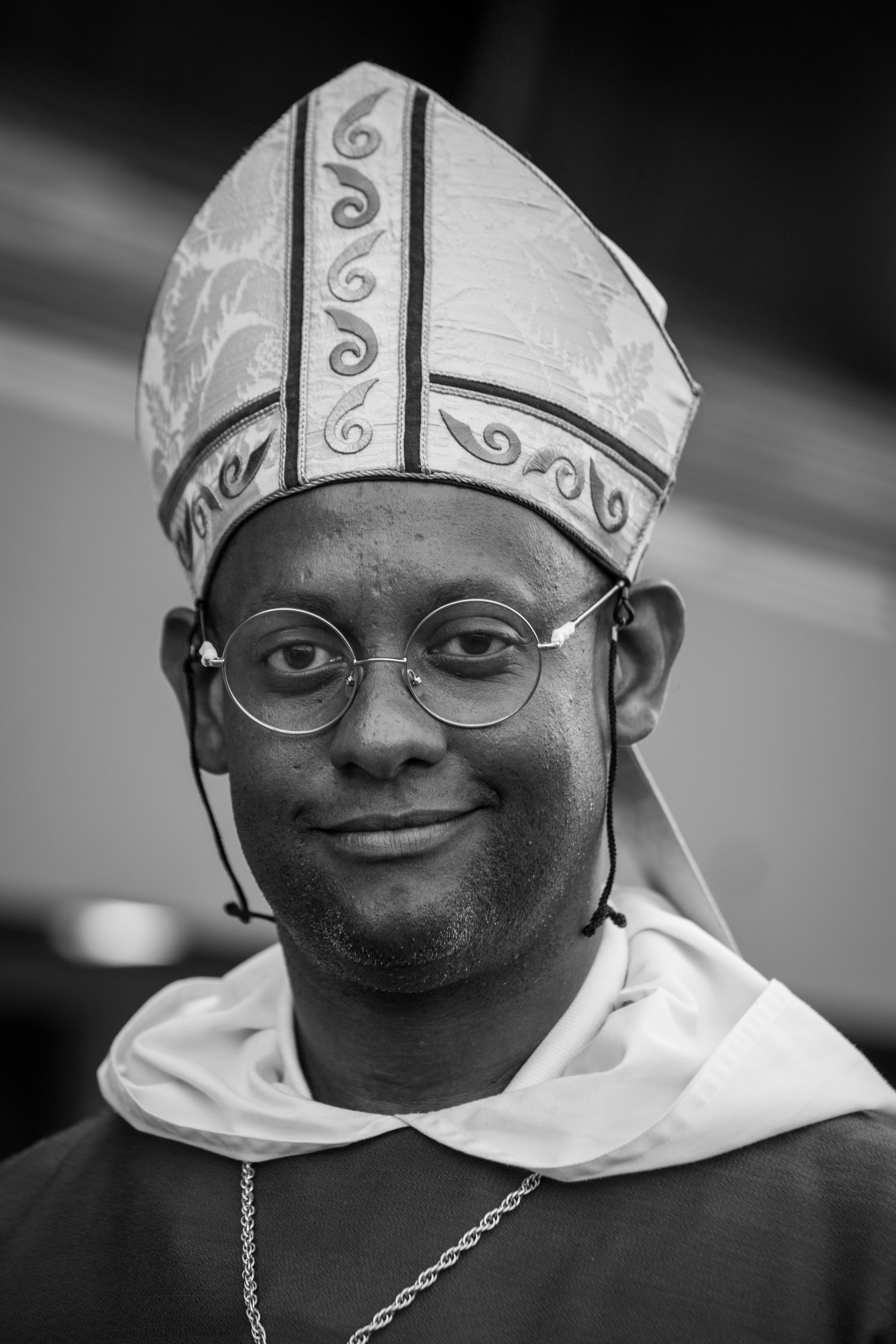
David Macaire (2015)

Bischofswappen von David Macaire

David Thomas Daniel Macaire OP (* 20. Oktober 1969 in Nanterre, Département Hauts-de-Seine, Frankreich) ist ein französischer Ordensgeistlicher und römisch-katholischer Erzbischof von Saint-Pierre et Fort-de-France.

## Leben
David Macaire trat 1994 der Ordensgemeinschaft der Dominikaner bei und legte am 17. September 1995 die zeitliche Profess ab. 1998 legte er die ewige Profess ab. Macaire empfing am 23. Juni 2001 durch den Bischof von Angers, Jean-Louis Bruguès OP, das Sakrament der Priesterweihe.
Am 7. März 2015 ernannte ihn Papst Franziskus zum Erzbischof von Saint-Pierre et Fort-de-France. Der Bischof von Les Cayes, Chibly Kardinal Langlois, spendete ihm am 12. April desselben Jahres die Bischofsweihe. Mitkonsekratoren waren sein Amtsvorgänger Michel Méranville und der Bischof von Bayonne, Marc Aillet.
Im April 2021 wurde Erzbischof Macaire gemäß dem Motu proprio Vos estis lux mundi von der Kongregation für die Evangelisierung der Völker mit einer den emeritierten Bischof von Cayenne, Emmanuel Lafont, betreffenden Untersuchung beauftragt. Seit dem 13. Mai 2021 ist er zusätzlich Apostolischer Administrator des vakanten Bistums Basse-Terre.